# Uning Kurnia
Uning Kurnia is een bestuurslaag in het regentschap Gayo Lues van de provincie Atjeh, Indonesië. Uning Kurnia telt 143 inwoners (volkstelling 2010).